# Пацай Сергій Миколайович
Сергій Миколайович Пацай (нар. 14 грудня 1967) — радянський та казахський футболіст та футбольний тренер, виступав на позиції нападника та півзахисника.

## Кар'єра гравця
Пацай народився в Алматі, батько — українець, мати — росіянка. Займатися футболом почав у шість років в «Енбеці» в Юрія Мусіна, пізніше грав в «Супутнику» у Віктора Новоторжина. Потім перейшов до АДК, де залишався до восьмого класу. Окрім футболу пробував свої сили в хокеї (виступав за міську збірну), плаванні, боксі, але зупинився на футболі. У молодіжних клубах грав в нападі, так як любив забивати м'ячі. У 1984 році закінчив Казахський республіканський спортінтернат. У тому ж році розпочав виступати в дорослому футболі.
Першим клубом Пацая став СКІФ з Другої ліги чемпіонату СРСР, потім грав за джамбульський «Хімік» Курбана Бердиєва. Після цього проходив службу в радянській армії. У 1988 році виступав за дубль «Кайрата», в першу команду не пройшов, тому що не витримав конкуренції з Євстафієм Пехлеваніді, Віктором Карачуном та Юрієм Найдовським, до того ж тренер Леонід Остроушко не довіряв молодим гравцям. Потім у 1990 році перейшов у фрунзенську «Алгу», в 1991 році виступав за ферганський «Нафтовик» у Першій лізі, а після розпаду СРСР провів чотири матчі в чемпіонаті Казахстану за «Шахтар». Потім Пацай виступав за луганську «Зорю-МАЛС» у чемпіонаті України, разом з ним поїхав Олександр Мартиненко, товариш Пацая по «Нафтовику».
У «Зорю» Сергій перейшов з умовою, що йому допоможуть продовжити кар'єру в Європі, і вже в наступному сезоні агент угорської «Ньїредьгази» Тібор Попович організував його трансфер. У клуб з ним приїхали Михайло Мархель з «Динамо» (Мінськ), воротар Ігор Андрєєв з «Дніпра» і Борис Деркач з «Динамо» (Київ), також там вже грав Олександр Малишенко. Зігравши лише чотири матчі за команду, він перейшов в «Алкалоїду», потім були «Хайдуданаш» і «Казінцбарцікай».
У 1995 році Пацай повернувся в Казахстан, де грав за «Цесну» й «Кайрат». У липні 1996 року він зіграв два матчі за збірну Казахстану: проти Катару та Сирії відповідно, в обох матчах Пацая замінювали в середині другого тайму, і обидва матчі його команда виграла. У 1997 році повернувся в «Шахтар», футболіст довго не міг забити за карагандинський клуб, до того ж у нього завагітніла дружина, тому він повернувся в Угорщину, так і не догравши сезон. Завершив кар'єру Пацай у 2001 році в клубі «Загонь».

## Тренерська та агентська діяльність
Після відходу зі спорту Пацай почав займатися агентської діяльністю - спочатку в агентстві TOP-4-TOP, а потім заснував своє — Balltrade.hu. У 2004 році отримав тренерську ліцензію категорії В і тоді ж почав працювати у футбольній академії «Божик». Протягом п'яти років працював з хлопчиками 1994 року народження, серед його вихованців капітан молодіжної збірної Угорщини Петер Сільваши. Але з 2010 року знову зосередився на агентській діяльності.
З березня 2015 року працював у команді «Балмазуйварош», яка виступає в другій лізі Угорщини (20 команд). У тренерський штаб Пацая запросив його друг Тамаш Фечко. Команда йшла в зоні вильоту, але з останніх 11 матчів сезону виграла шість й уникла пониження, а наступного сезону посіла вже п'яте місце. У сезоні 2016/17 років його клуб, набравши 73 очка в 38 іграх, посів друге місце (перше — «Академія Пушкаша») і завоював право виступити на наступний сезон у вищій лізі Угорського національного чемпіонату з футболу. З червня 2017 року допомагає тренувати будапештський МТК.

## Особисте життя
Пацай одружений з угоркою, сам також отримав угорське громадянство. У пари троє доньок: 1996, 1997 і 2000 років народження.